# قائمة الجسيمات
تلك قائمة للأنواع المختلفة من الجسيمات والتي يعتقد بأنها بجميع أنحاء الكون. ولتمييز القوائم أنظر إلى القوائم المختصة المعطاة بالأسفل.

## الجسيمات الأولية
الجسيمات الأولية عبارة عن جسيمات لا تملك بنية داخلية مقاسة (قابلة للقياس). بمعنى أنها لا تتكون من بنى جسيمية أدنى منها فهي غير مركبة مما هو أدنى بل تشكل كيانا مستقلا تتألف منه بقية العناصر المادية المركبة من ذرات وجزيئات وعناصر. طبعا هذا التعريف لا يعدّ ما يدعى بالأوتار في نظرية الأوتار الفائقة. وتعدّ كل من البروتون والنيوترون من الجسيمات الأولية رغم شدة الاعتقاد بتكوّن كل منهما من ثلاثة أنواع مختلفة من الكواركات. تعدّ الجسيمات الأولية المكونات الأساسية ضمن نظرية المجال الكمي. يمكن تصنيف هذه الجسيمات حسب دورانها المغزلي حيث تملك بعض الجسيمات دوران مغزلي نصف صحيح (عزما مغزليا =1/2) فتدعى فرميونات والبعض الآخر تملك دوران مغزلي صحيحا = 0 أو 1. فتدعى بوزونات.
- ينتمي إلى الفرميونات الإلكترون والبروتون والنيوترون والميزون، وكذلك نقيض أو معاكس تلك الجسيمات كالبوزيترون ومضاد البروتون ونقيض النيوترون ونقيض الميزون وغيرها.
- وينتمى إلى البوزونات الفوتون والجلوون والبوزونات ناقلة القوة النووية الضعيفة مثل بوزون W وبوزون Z ويعتقد أيضا بوجود بوزون اضافي لم يتم الكشف عنه عمليا بعد وهو بوزون هجز الافتراضي أو الجرافيتون.

## النموذج العياري
يمثل النموذج العياري أكثر الأشكال تكاملا لفهم فيزياء الجسيمات. جميع الجسيمات المذكورة في النموذج العياري تم رصدها تجريبيا باستخدام المسرعات باستثناء بوزون هيغز المسؤول عن قوة الثقالة.

## الفرميونات

### كواركات
| الجيل | Name/Flavor | Name/Flavor | شحنة كهربائية (e) | الكتلة (MeV/c²)    | الكوارك المضاد | الكوارك المضاد |
| 1     | علوي        | (u)         | +2⁄3              | 1.5 إلى 4          | u              |                |
| 1     | سفلي        | (d)         | −1⁄3              | 4 إلى 8            | d              |                |
| 2     | غريب        | (s)         | −1⁄3              | 80 إلى 130         | s              |                |
| 2     | فاتن        | (c)         | +2⁄3              | 1,150 إلى 1,350    | c              |                |
| 3     | قعري        | (b)         | −1⁄3              | 4,100 إلى 4,400    | b              |                |
| 3     | قمي         | (t)         | +2⁄3              | 171,400 ± 2,100[1] | t              |                |

### ليبتونات
| الاسم             | الرمز | جسيم مضاد   | شحنة e | الكتلة(إلكترون فولت/سرعة الضوء2) |
| ----------------- | ----- | ----------- | ------ | -------------------------------- |
| إلكترون           | e−    | e+ بوزيترون | −1     | 0.511                            |
| نيوترينو إلكتروني | ν e   | ν e         | 0      | < 2.2 eV/c2                      |
| ميوون             | μ−    | μ+          | −1     | 105.7                            |
| نيوترينو ميوني    | ν μ   | ν μ         | 0      | < 0.170                          |
| تاوون             | τ−    | τ+          | −1     | 1777                             |
| نيوترينو تاووني   | ν τ   | ν τ         | 0      | < 15.5                           |

### بوزون (لف صحيح)
| الاسم      | الشحنة (e) | Spin | الكتلة (GeV/c²) | القوة الأساسية |
| فوتون      | 0          | 1    | 0               | كهرومغناطيسية  |
| W±         | ±1         | 1    | 80.4            | تآثر ضعيف      |
| Z0         | 0          | 1    | 91.2            | تآثر ضعيف      |
| غلوون      | 0          | 1    | 0               | تآثر قوي       |
| جرافتون    | 0          | 2    | 0               | جاذبية         |
| بوزون هيغز | 0          | 0    | >112            | انظر تحت       |

## جسيمات افتراضية
حسب نظريات التناظر الفائق :
- فوتينو
- غلوينو
- غرافيتينو
- بوزون غرافيتون
- نيوترالينو
- نيوترينو معقم Sterile neutrino
- سليبتون

بوزونات إضافية :
- غرافيتون (سبين-2)
- أكسيون

## هادرونات
- إذا تكون من فرميونات : يدعى باريون
- إذا تكون من بوزونات : يدعى ميزون

### باريونات
- نوكليون
  - بروتون
  - نيوترون
- هايبرون